# Kamaldulenserkirche (Krakau)

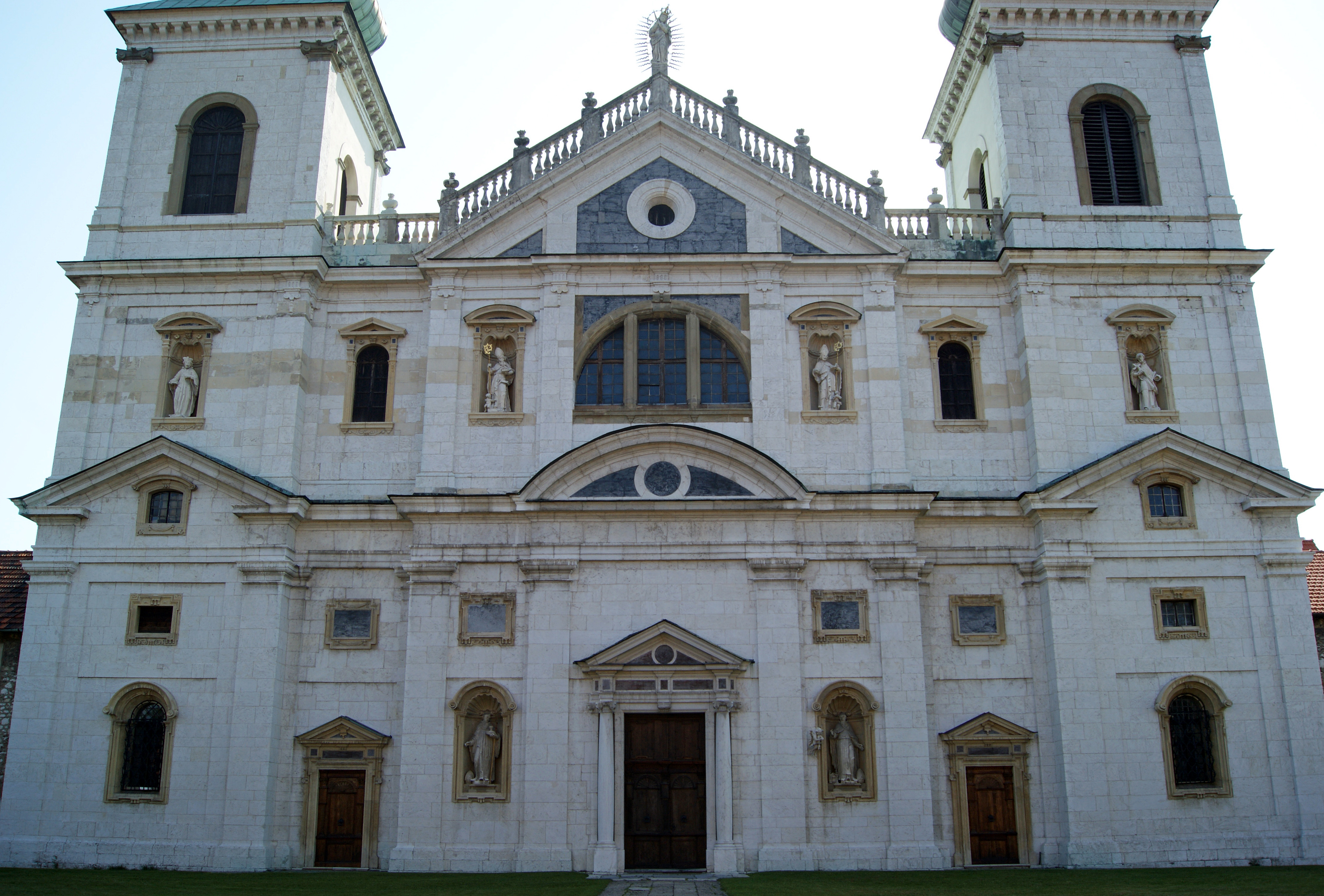
Fassade

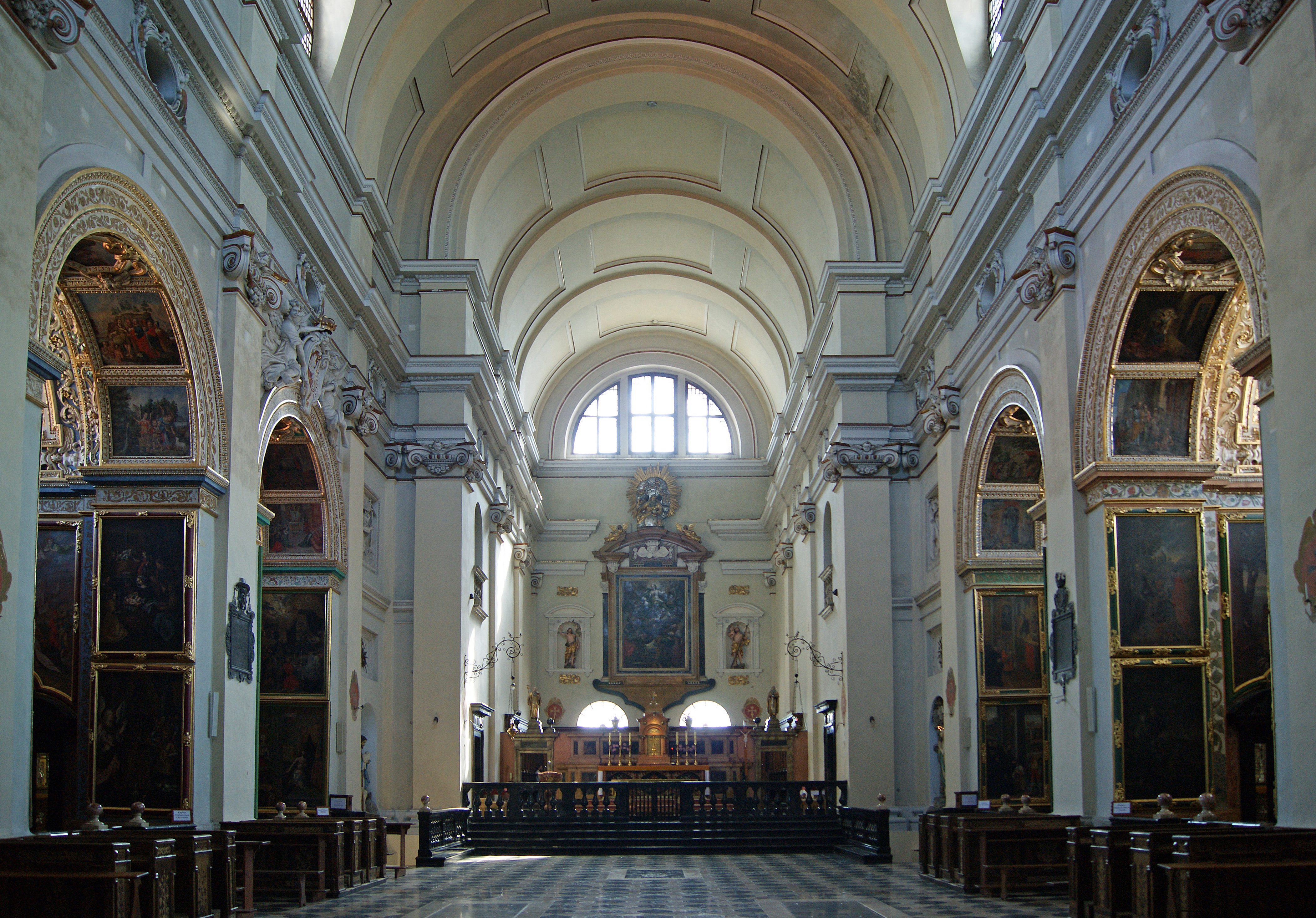
Innenraum

Die Kamaldulenserkirche (polnisch Kościół Kamedulów) oder Mariä-Himmelfahrt-Kirche (poln. Kościół Wniebowzięcia Najświętszej Maryi Panny) oder auch Bielany-Kirche (poln. Kościół na Bielanach) in Krakau ist eine katholische Kirche an der al. Konarowa 1 im Stadtteil Bielany auf dem Silberberg.

## Geschichte
Die Kamaldulenser holte der Marschall der Krone Mikołaj Wolski 1603 nach Krakau, wo sie 1604 auf dem Silberberg im Wolski-Wald eine Eremitage gründeten. Kloster und Kirche wurden in den Jahren 1610 bis 1630 im Stil des Frühbarocks errichtet. Die Bauarbeiten führte ab 1604 der Breslauer Valentin von Säbisch. Nachdem jedoch sein Kirchenbau einstürzte, wurde ab 1610 der Tessiner Andrea Spezza mit der Fortführung des Baus beauftragt. Am Bau waren auch Künstler wie Giovanni Battista Falconi und Tommaso Dolabella beteiligt. Die Einweihung erfolgte 1642. Später lieferten auch Wenaty von Subiaco und Michał Stachowicz ihre Werke für die Kirche. Der Stifter wurde beim Haupteingang beigesetzt. In der Krypta befinden sich die mumifizierten Leichname der Klosterbrüder. Gemäß dem Regelwerk der Kamaldulenser haben grundsätzlich nur Männer Zutritt zu der Kirche. Frauen wird der Zutritt nur an wenigen Festtagen im Jahr gestattet. 1963 erhielt die Kirche den Rang einer Basilica minor verliehen. Da sich die Kirche unweit des Flughafens Johannes Paul II. Krakau-Balice befindet, wurden Anfang des 21. Jahrhunderts Warnlichter an den Kirchturmspitzen angebracht.